# مولتن گلبول
در سال ۱۹۶۰ نخستین شواهد یافته شد مبنی بر اینکه پروتئین‌ها تحت شرایط خاص (pH اسیدی) ممکن است ساختار به‌هم فشرده‌ای به خود بگیرند که دارای ساختار دوم شبیه به حالت طبیعی اما با انعطاف‌پذیری بیشتری نسبت به آن است. Povel Flory اولین شخصی بود که به وجود حد واسط در مسیر تاخوردگی پروتئین‌ها پی برد. Ptitsyn برای اولین بار در سال ۱۹۷۳ بدون اینکه از اصطلاحی نام ببرد ساختاری را توصیف کرد و الگویی برای نحوه تشکیل مولتن گلبول ارائه داد که پژوهشگران بعدی در مقالات خود به آن استناد کردند. طبق پیشنهاد وی پروتئین برای حرکت به سمت حالت طبیعی باید لااقل از دو حد واسط بگذرد. وی حد واسط اول را حالتی فرض کرد که ساختارهای دوم دارای نوسانند و حد واسط دوم حالتی است که در آن ساختمان‌های دوم نسبت به حدواسط اول پایدارترند و تاخوردگی‌شان شبیه به حالت طبیعی است. وجود حدواسط‌ها نشان می‌دهد که تاخوردن پروتئین‌ها عموماً از مکانیسم دو حالته پیروی نمی‌کنند. براساس این نظریه، دو سد انرژی در مسیر تاخوردگی پروتئین‌ها وجود دارد که در زیر به این دو اشاره می‌شود:
1. مرز بین حالت باز شده و حد واسط.
2. مرز بین حالت حد واسط و ساختار طبیعی این سد انرژی به دلیل ایزومریزاسیون سیس-ترانس اسیدآمینه پرولین به وجود می‌آید.

مولتن‌گلبول دارای ساختار دوم بوده و اندازه آن از حالت طبیعی پروتئین بزرگتر است. تبدیل مولتن گلبول به ساختار طبیعی با افزایش فشردگی ساختار همراه است.

### مشخصات حالت ساختاری مولتن گلبول
ساختار مولتن گلبول دارای مجموعه‌ای از شاخص‌هایی است که در زیر عمده‌ترین مشخصات آن ذکر می‌شود:

#### -فشردگی
فشردگی ساختار مولتن گلبول بسیار نزدیک به حالت طبیعی است. با استفاده از روش‌هایی نظیر پراش اشعهX، ویسکوزیته و ته‌نشینی، الکتروفورز تحت گرادیان اوره و نیز محاسبه شعاع هیدرودینامیکی و حجم مشخص شده‌است که شعاع مولتن گلبول تقریباً تا ۱۵٪ بیشتر از حالت طبیعی پروتئین است. گستردگی مولکول پروتئین در حالت مولتن گلبول، به صورت ناهمگن است، از این رو مرکز آن به مانند ساختار طبیعی فشرده باقی می‌ماند. در حالی‌که پوسته آن گسترده می‌شود. در بعضی گزارش‌ها اختلاف حجم ۵۰٪ میان ساختار طبیعی پروتئین و ساختار مولتن گلبول نیز مطرح شده که حاکی از تفاوت بالای حجم این دو ماده است.

#### -آب درونی
افزایش حجم مولتن گلبول نسبت به حالت طبیعی این فرض را تقویت می‌کند که آب می‌تواند به داخل ساختار آن نفوذ کند اگرچه نفوذ آب به داخل ساختار مولتن گلبول یک حدس است، تصور می‌شود به دلیل این که اختلاف ظرفیت گرمایی مولتن گلبول نسبت به حالت غیرطبیعی بیشتر از اختلاف ظرفیت گرمایی شکل طبیعی نسبت به حالت غیرطبیعی است، برخی از گروه‌های غیرقطبی آن در مجاورت مولکول‌های آب قرارگرفته باشند.
شواهدی دال بر این موضوع وجود دارد که ساختار مولتن گلبول واجد یک هسته به هم فشرده‌است. اطلاعات به دست آمده از کریستالوگرافی با اشعه X نشان می‌دهد که فواصل اتمها در حالت مولتن گلبول ۳ تا ۴ درصد بیشتر از حالت طبیعی است. این میزان ناچیز حاکی از نزدیک بودن حجم این دو ساختار است.

#### -ساختار دوم
اطلاعات به دست آمده از طیف‌سنجی دو رنگ نمایی دورانی(CD) حاکی از حضور ساختارهای دوم در مولتن گلبول است. قابل ذکر است که حضور ساختارهای دوم در مولتن گلبول دلیل بر یکسان بودن طیف دورنگ نمایی با طیف ساختار طبیعی نیست چه بسا طیف CD حالت مولتن گلبول با حالت طبیعی تفاوت دارد، این اختلاف به دلیل کم شدن سهم زنجیرهای جانبی آروماتیک و پیوندهای دی سولفیدی است. قرار گرفتن ساختارهای دوم در کنار یکدیگر در مولتن گلبول، ساختاری شبیه فرم طبیعی ایجاد می‌کند. به عنوان مثال پروتئین آلفا لاکتالبومین دارای چهار مارپیچ آلفاست که در ساختار مولتن گلبول دو تای آن‌ها دارای موقعیت یکسان نسبت به حالت طبیعی‌اند. استفاده از رزونانس مغناطیسی هسته در این مورد کمک شایانی می‌کند. به عنوان مثال مطالعات رزونانس مغناطیسی هسته در پروتئین Ubiquitin نشان می‌دهد که ساختار طبیعی و مولتن گلبول آن دارای سه زنجیر بتا و یک مارپیچ آلفای مشترک است و دو زنجیر بتا در ساختار طبیعی دیده می‌شود که در ساختار مولتن وجود ندارد.

#### -تحرک پذیری
بررسی‌های مختلف نشان می‌دهد که ساختار مولتن گلبول یک ساختار شبه طبیعی است که مطالعه انعطاف‌پذیری گروه‌های جانبی نشان از تفاوت این دو ساختار دارد. مطالعات H-NMR نشان می‌دهد که انعطاف‌پذیری گروه‌های جانبی در حالت‌های غیرطبیعی شده، طبیعی و مولتن گلبول با یکدیگر متفاوت است. انعطاف‌پذیری زنجیرهای جانبی در ساختار مولتن گلبول به مراتب بیشتر از ساختار طبیعی است زیرا فشردگی آن کمتر است. همچنین با استفاده از رزونانس مغناطیسی هسته و تعویض دوتریم نشان داده شده‌است که تحرک پذیری مولتن گلبول بسیار نزدیک به ساختار غیرطبیعی شده پروتئین است، زیرا تعویض دوتریوم در حالت مولتن گلبول سریع‌تر از حالت طبیعی انجام می‌شود و به حالت غیرطبیعی شده بسیار نزدیک است. این موضوع به دلیل تحرک و انعطاف‌پذیری بیشتر مولتن نسبت به حالت طبیعی است.

#### -پایداری
افزایش حجم اندک مولتن گلبول نسبت به شکل طبیعی سبب می‌شود که جاذبه واندروالسی بین گروه‌ها در زنجیرهای جانبی کاهش یابد. اما به دلیل حضور نیروهای آب‌گریز، کماکان جاذبه‌ای بین گروه‌های غیرقطبی وجود دارد که موجب پایداری آن می‌شود. از روش‌هایی که می‌توان به کمک آن نقش نیروهای آب‌گریز را در تشکیل ساختار مولتن گلبول بیان کرد استفاده از مواد فعال سطحی (سورفاکتانتها) است.

### الگوهای مختلف مولتن گلبول
دو الگوی متفاوت در مورد ساختار مولتن گلبول ارائه شده‌است که در زیر به اختصار توضیح داده می‌شود:

#### -الف) الگوی اولیه
در سال ۱۹۷۳، Ptitsyn برای اولین بار صحبت از ساختاری کرد که به عنوان یک حد واسط دارای خصوصیات زیر است: ساختاری به‌هم فشرده که با ساختار منحصر به فرد طبیعی تفاوت دارد و توسط نیروهای آب‌گریز پایدار می‌شود همچنین عنوان کرد این ساختار به هم‌فشرده بسیار به ساختار طبیعی شباهت دارد اما فاقد نیروهای ویژه پایدار کننده ساختار طبیعی است. این ساختار فاقد عملکرد بوده و مطالعات مربوط به حجم ویژه جزئی و ظرفیت گرمایی ویژه در فشار ثابت نشان از وجود آب در این ساختار دارد. اما در عین حال شواهد به دست آمده از مطالعات پراش اشعه‌ایکس که وجود تماس‌های واندروالسی را در این ساختار تأیید می‌کند سبب می‌شود که فشردگی بالای این ساختار را بپذیریم به همین دلیل Ptitsyn در سال ۱۹۸۶ پیش‌بینی الگوی دیگری کرد که بعدها به نام الگوی ناهمگن معروف شد.

#### -ب) الگوی ناهمگن
براساس این الگو، در حالت مولتن گلبول، چارچوب حالت طبیعی حفظ می‌شود، در حالی که مابقی ساختار کم و بیش غیرطبیعی می‌شوند. چارچوب شامل بخش‌های مرکزی مارپیچ آلفا و صفحات تاخورده بتاست که عموماً حاوی اسیدهای آمینه غیرقطبی بوده و هسته مرکزی را شکل می‌دهند. مابقی مولکول می‌تواند به حالت غیرطبیعی درآید.
این الگو، الگوی مناسبی برای بیان خاصیت دوگانه مولتن گلبول است. از یک سو در این الگو، هسته شبیه حالت طبیعی حفظ می‌شود و از سوی دیگر این الگو بیان می‌کند که بخش‌های بزرگی از مولکول می‌توانند باز شوند و اجازه نفوذ آب را بدهند که با شواهد ظرفیت گرمایی ویژه در فشار ثابت و حجم ویژه همخوانی دارد.